# Darrius Barnes
Darrius Barnes est un joueur de soccer américain né le 24 décembre 1986 à Raleigh en Caroline du Nord. Il évolue au poste de défenseur central au Cosmos de New York, en NASL.

## Biographie
Darrius Barnes est repêché par le Revolution de la Nouvelle-Angleterre en 40e position lors de la MLS SuperDraft 2009. 

## Palmarès
vierge